# پریش سنت اندرو (گرنادا)
پریش سنت اندرو (به لاتین: Saint Andrew Parish) یک منطقهٔ مسکونی در گرنادا است که در گرنادا واقع شده‌است. پریش سنت اندرو ۹۱ کیلومتر مربع مساحت و ۲۶٬۷۴۹ نفر جمعیت دارد.